# Why (cântec de 3T)
„Why” (în română: De ce) este un cântec de 3T, scris de Kenneth "Babyface" Edmonds și produs de Michael Jackson. Piesa a fost inclusă pe albumul Brotherhood și lansată pe data de 11 ianuarie 1996. Inițial, aceasta trebuia inclusă pe albumul HIstory, însă Michael Jackson a decis ca piesa să facă parte din albumul nepoților săi.
Cântecul a avut succes mai ales în clasamentele europene și asiatice.

## Clasamente
| Clasament (1996)               | Cea mai înaltă poziție |
| ------------------------------ | ---------------------- |
| U.S. Billboard Hot 100         | 112                    |
| U.S. Billboard Hot R&B Singles | 71                     |
| Australia Single Chart         | 46                     |
| Austria Chart                  | 21                     |
| Belgium Chart                  | 10                     |
| France Chart                   | 9                      |
| Germany Chart                  | 29                     |
| Netherland Chart               | 13                     |
| New Zealand Chart              | 9                      |
| Sweden Chart                   | 14                     |
| Switzerland Chart              | 11                     |
| UK Singles Chart               | 2                      |